# Bertie Wolff
Albert Bernard (Bertie) Wolff (Bandung, 18 februari 1914 – Zeist, 12 april 1991) was een Nederlands militair en piloot. In de rang van luitenant-generaal was hij tussen 1965 en 1970 chef luchtmachtstaf en bevelhebber van de Nederlandse luchtstrijdkrachten. Hij was een stimulator van de Nederlandse luchtvaartindustrie.

## Biografie
Albert Bernard Wolff was de zoon van Majoor van de artillerie Baier Iser Wolff en Johanna Metz. Hij doorliep de Koning Willem III school in Batavia en de Koninklijke Militaire Academie in Breda waar hij afstudeerde in 1934.

### Vlieger bij het KNIL tijdens de verovering van Nederlands-Indië door Japan
In datzelfde jaar 1934 werd Wolff benoemd tot tweede luitenant artillerie bij het Koninklijk Nederlands-Indisch Leger. In 1935 werd hij overgeplaatst naar de luchtvaartafdeling op het vliegveld Andir. Van 1938 tot 1942 was hij commandant van verschillende afdelingen bommenwerpers die opereerden boven Sumatra, Borneo en de Javazee tijdens de verovering van Nederlands-Indië door Japan. Begin maart 1942 ontsnapte Wolff met zijn vrouw en zeven medepassagiers in het laatste gevechtstoestel naar Australië.

### Luchtvaartinstructeur in de Verenigde Staten en terugkeer naar Nederlands-Indië
Van mei 1942 tot februari 1944 was Wolff luchtvaartinstructeur aan de Royal Netherlands Military Flying School in de Verenigde Staten. In September 1945 werd hij onderdirecteur van de Recovery Allied Prisoners of War and Internees en in 1946 Chef Staf van de Bali-Lombok Brigade.

#### De man van Magoewo
De snelle verovering van luchthaven Magoewo op 19 december 1948 zonder bloedvergieten aan Nederlandse kant, wordt toegeschreven aan de planning van Wolff. Met deze operatie bij Yogyakarta, het hoofkwartier van de indonesische onafhankelijkheidsstrijders, begon de tweede politionele actie. Tot 1949 was Wolff Stafofficier Luchtvaartzaken van het KNIL.

### Van commandant tot bevelhebber bij de Koninklijke Nederlandse Luchtmacht
In 1949 vertrok Wolff naar Nederland om instructeur te worden aan de Luchtmachtstafschool in Den Haag. In 1950 werd hij benoemd tot majoor-vlieger waarnemer. In 1951 werd hij directeur van de Luchtmachtstafschool. In 1955, in de rang van kolonel-vlieger waarnemer, werd hij chef staf van het commando luchtverdediging. Vervolgens werd hij benoemd tot sous-chef van de luchtmachtstaf in de rang van commodore. Als zodanig toonde hij zich voorstander van een geïntegreerde NAVO-luchtverdediging. In 1960 werd Wolff commandant van het commando luchtverdediging. In 1961 volgde zijn benoeming tot generaal-majoor. In 1965, in de rang van luitenant-generaal, werd Wolff bevelhebber van de luchtstrijdkrachten. Onder zijn verantwoordelijkheid werden de Northrop F-5 vliegtuigen aangeschaft.

### Promotor van de luchtmacht industrie
Na zijn pensioen werd Wolff voorzitter van de Stichting Nederlands Instituut voor Vliegtuigontwikkeling.

## Onderscheidingen
- Officier in de Orde van Oranje Nassau met de Zwaarden (1948)